# 케이 베일리 허친슨
케이 베일리 허치슨(Kay Bailey Hutchison, 1943년 7월 22일 ~ )는 미국의 정치인이다.

## 학력
- 텍사스 대학교 오스틴 인문사회 학사
- 텍사스 대학교 오스틴 법무박사

## 경력
- 1973.01 ~ 1976.07 제63·64대 미국 텍사스 제90선거구 하원의원
- 1991.01 ~ 1993.06 제-대 텍사스 재무장관
- 1993.06 ~ 2013.01 제103~112대 미국 텍사스 연방상원의원
- 1996.06 ~ 1997.01 미국 상원 공화당 운영위원회 의장
- 2008.08 ~ 2013.01 미국 상원 상무위원회 간사
- 2017.08 ~ 2021.01 제24대 북대서양조약기구 주재 미국 대사

## 역대 선거 결과
| 선거명        | 직책명                       | 대수  | 정당   | 1차 득표율 | 1차 득표수  | 2차 득표율 | 2차 득표수  | 결과 | 당락                   |
| ------------- | ---------------------------- | ----- | ------ | ---------- | ----------- | ---------- | ----------- | ---- | ---------------------- |
| 1972년 선거   | 하원의원 (텍사스 제90선거구) | 63대  | 공화당 | 0%         | 표          |            |             | 1위  | 텍사스 주의원 당선     |
| 1974년 선거   | 하원의원 (텍사스 제90선거구) | 64대  | 공화당 | 0%         | 표          |            |             | 1위  | 텍사스 주의원 당선     |
| 1990년 선거   | 텍사스 재무장관              | -대   | 공화당 | 49.90%     | 1,895,651표 |            |             | 1위  | 텍사스주 재무장관 당선 |
| 1993년 재선거 | 상원의원 (텍사스 제1부)      | 103대 | 공화당 | 29.00%     | 593,338표   | 67.34%     | 1,188,716표 | 1위  | 텍사스주 상원의원 당선 |
| 1994년 선거   | 상원의원 (텍사스 제1부)      | 104대 | 공화당 | 60.71%     | 2,604,218표 |            |             | 1위  | 텍사스주 상원의원 당선 |
| 2000년 선거   | 상원의원 (텍사스 제1부)      | 107대 | 공화당 | 65.04%     | 4,082,091표 |            |             | 1위  | 텍사스주 상원의원 당선 |
| 2006년 선거   | 상원의원 (텍사스 제1부)      | 110대 | 공화당 | 61.69%     | 2,661,789표 |            |             | 1위  | 텍사스주 상원의원 당선 |